# Joseph Rastrelli
Joseph Rastrelli, född den 13 april 1799 i Dresden, död där den 15 november 1842, var en tysk tonsättare. Han var son till Vincenzo Rastrelli.
Rastrelli uppträdde vid sex års ålder offentligt i Moskva med en violinkonsert. Han besökte 1814 med sina föräldrar Italien, där han i Bologna studerade kontrapunkt under pater Mattei. Rastrelli erhöll 1820 plats som violinist vid hovkapellet i Dresden och utnämndes 1830 till musikdirektör vid hovteatern i samma stad. För två åttastämmiga psalmer, som han komponerade för Sixtinska kapellet i Rom, utnämndes han av påven till riddare av Gyllene sporrens orden. Hans operor Salvator Rosa och Bertha von Bretagne vann stort bifall. 